# ウイングス
ウイングス (Wings) は、1971年に結成された、元ビートルズのメンバーであるポール・マッカートニーと彼の妻リンダ・マッカートニー、元ムーディー・ブルースのデニー・レインの3人を中心に構成されたロックバンドである。1981年の解散までに7枚のオリジナル・アルバムと1枚のライヴ・アルバムを発表した。多くのヒット曲を発表し、代表曲に「ハイ・ハイ・ハイ」「C・ムーン」「マイ・ラヴ」「007 死ぬのは奴らだ」「ジェット」「バンド・オン・ザ・ラン」「ジュニアズ・ファーム」「あの娘におせっかい」「心のラブ・ソング」「幸せのノック」「夢の旅人」「しあわせの予感」「グッドナイト・トゥナイト」などがある。
なお、一時期の作品はポール・マッカートニー&ウイングス（Paul McCartney & Wings）という名義で発表されている。

## 来歴

### バンド結成・初期の活動：1971年 - 1972年
ポール・マッカートニーは1970年のビートルズ解散後、『マッカートニー』『ラム』の2枚のソロ・アルバムを発表した。これらのアルバムはチャート上では成功を収めたが、音楽評論家やロック・ファンからの評価は芳しくなかった。
予てよりバンドによる公演活動を目論んでいたマッカートニーは、『ラム』の録音に参加していたドラマーのデニー・セイウェルと、ギターのヒュー・マクラッケンに参加を打診した。マクラッケンに断られたマッカートニーは、ギター担当として1960年代からの知り合いであるデニー・レインに連絡を取り、参加を決定した。キーボードとコーラスはリンダが担当することとなった。今まで写真家として活動しており、音楽経験の無かったリンダだったが、マッカートニーとの結婚時から新たなバンドに参加するようと頼まれていたという。
1971年8月、4人は新しいバンドのアルバムの録音を開始した。ウイングスというバンド名は、当時リンダの出産を待つ間にマッカートニーが思いついた「天使の翼」という言葉に由来するものであり、イギリスの音楽誌「NME」の1971年10月2日号で明らかにされた。翌月にはバンド結成を記念したパーティが開かれ、エルトン・ジョンやギルバート・オサリバンをはじめとする多くの著名人が出席した。
12月にウイングスとしてのファースト・アルバム『ワイルド・ライフ』は発売され、全米・全英ともに10位台を記録したが、このアルバムはわずか2週間、そのうち録音に費やされたのは3日間という短期間で完成させたため、音楽評論家の評価は批判的だった。
1972年1月に新メンバーとしてジョー・コッカーのバックバンド、グリース・バンドのギタリストだったヘンリー・マカロックが参加したウイングスは、『ワイルド・ライフ』の発売から約2か月後の2月9日、イギリスのノッティンガム大学を皮切りに最初のツアーを開始した。抜き打ちで選んだ大学に予告なく赴き、マッカートニー自らが大学と交渉して公演を行うというこのツアーは、新バンドのデモンストレーション的要素の強いものであった。同年7月からは、本国を除くヨーロッパを回る2度目のツアーを敢行した。ちなみに、これらのツアーではビートルズの楽曲は一切演奏されていない。
1972年にウイングスはシングル「アイルランドに平和を」「メアリーの子羊」「ハイ・ハイ・ハイ」「C・ムーン」を発表した。「アイルランドに平和を」は政治的な内容であるとして、「ハイ・ハイ・ハイ」は薬物を連想させ、性的な内容にも捉えられるとの理由によりラジオ等で放送禁止となったが、それでもチャート上ではヒットした。

### 音楽的全盛期：1973年 - 1976年
1973年になると、新アルバム『レッド・ローズ・スピードウェイ』の先行シングル「マイ・ラヴ」が大ヒットし、その勢いでアルバムも前作を大きく上回る売上を記録しただけでなく、ウイングスにとってどちらも初の全米1位を記録した。このアルバムは、当初『ラム』制作時に録音された楽曲も収録し、2枚組アルバムとして制作されたものの、前作の売上不振を理由に全米での販売を担っているキャピトル・レコードの反対により1枚にまとめられた。また同様の理由で以後の数枚のシングルやアルバムにおけるアーティスト名は、“ポール・マッカートニー&ウイングス”となっている。映画の主題歌となったシングル「007 死ぬのは奴らだ」も同様に全米2位に到達するヒットを記録した。
ウイングスとしての活動を軌道に乗せたマッカートニーは英国ツアーを終えた後、新作アルバムをナイジェリアのラゴスで制作することを決定する。しかし準備を終えてラゴスに向かう前日、マカロックとセイウェルがグループを脱退する。結局、8月にマッカートニー夫妻とレインの3人でナイジェリアに渡り、1か月半に及ぶラゴスでの録音に臨んだが、デモテープの盗難などの問題が続々と発生した。マッカートニーはベースやギターだけでなくキーボードやドラムなども演奏し、一人で数役を担っていた。録音された作品は最終的にイギリスでの仕上げ作業を経て、その年の暮れに『バンド・オン・ザ・ラン』として発売された。このアルバムは全世界で600万枚以上の売上を記録し、ビートルズ解散後のマッカートニーのアルバムとしては最大級の成功を収めた。またシングル「愛しのヘレン」「ジェット」「バンド・オン・ザ・ラン」もヒットした。なお、これらのシングルやこのアルバムの他の収録曲の一部は、2010年以降もマッカートニーの公演での定番のレパートリーとなっている。

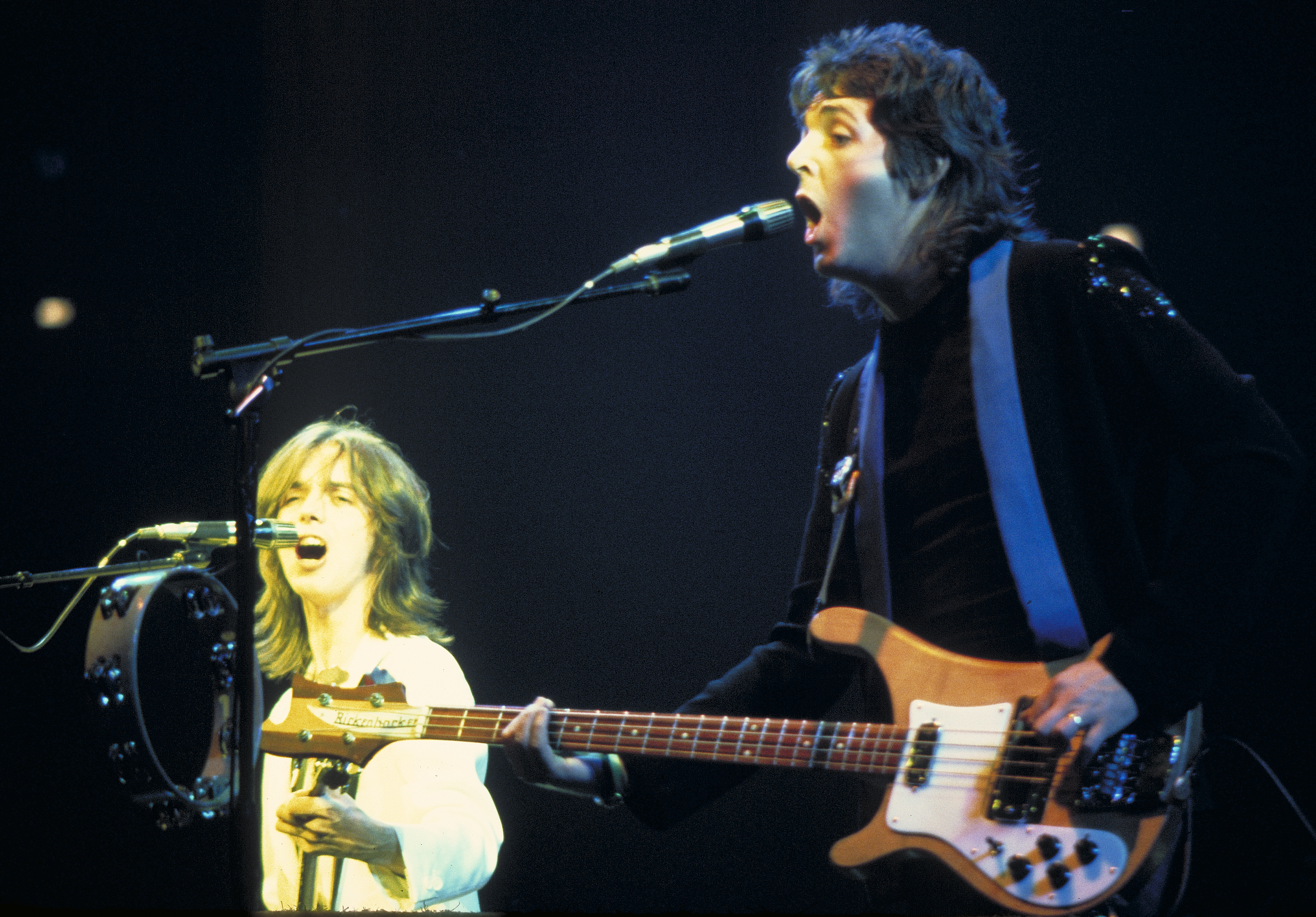
ジミー・マカロック（左）とポール・マッカートニー（1976年）

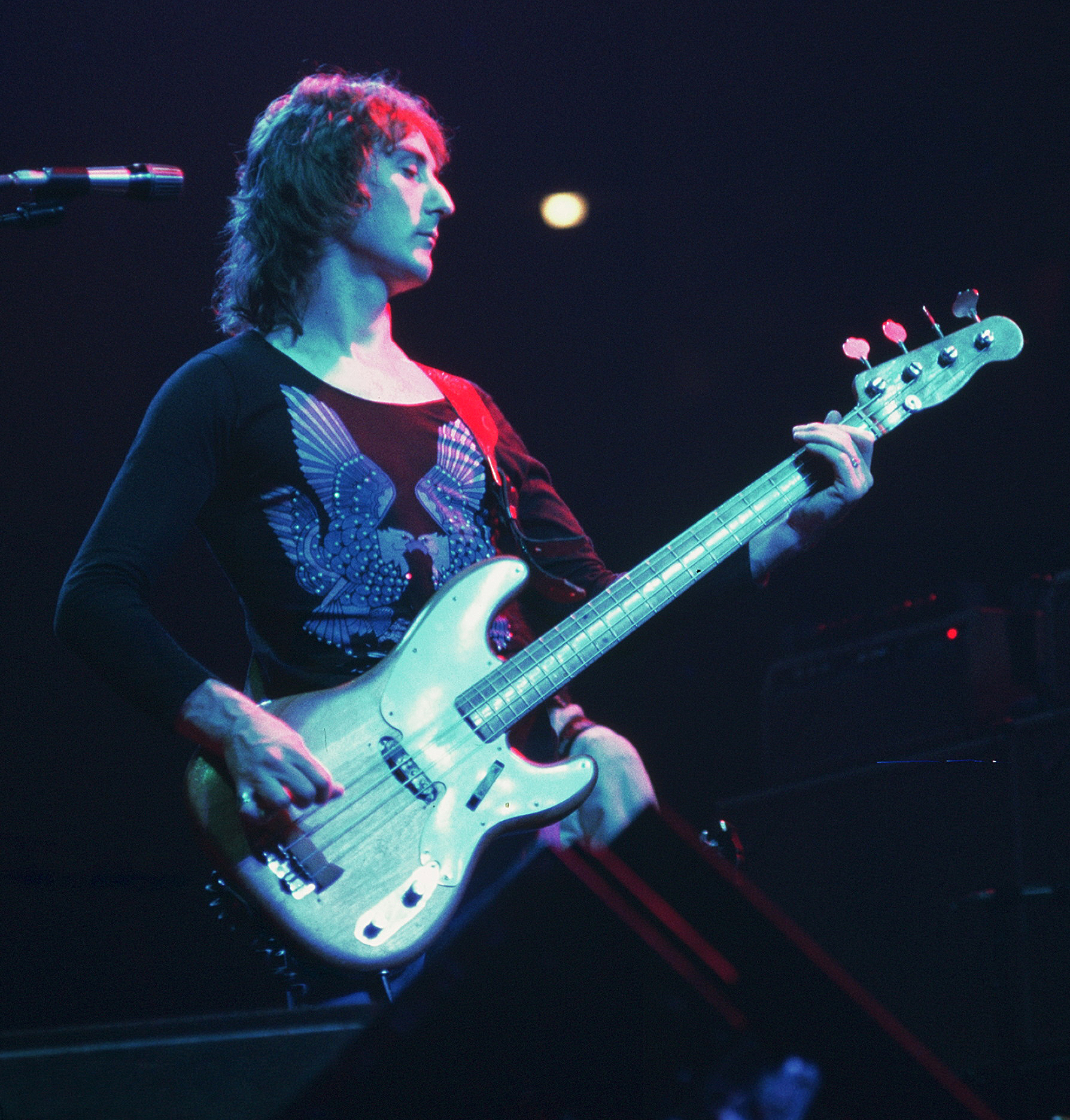
デニー・レイン（1976年）

1974年、マッカートニーは公演活動の再開を思案する。新たなメンバーを必要としたマッカートニーは選考を行い、最終的にギター担当の元ストーン・ザ・クロウズのジミー・マカロック、ドラマーとしてジェフ・ブリトンを採用した。この2人を加えた新たな編成により、テネシー州ナッシュビルやロンドンなどで録音を行い、シングル「ジュニアズ・ファーム」を発表した。1975年1月にはルイジアナ州ニューオーリンズに渡って本格的なアルバムの制作に取り掛かる。しかしその矢先にブリトンが脱退。代わってジョー・イングリッシュがドラマーとして加入し、完成したアルバムは『ヴィーナス・アンド・マース』として同年5月に発売された。このアルバムは、前作の成功が追い風となり、アメリカでは発売前の予約枚数だけで200万枚に達する高い売上を記録し、先行シングル「あの娘におせっかい」とともに全米1位を達成した。
『ヴィーナス・アンド・マース』には、ポール以外のメンバーがリード・ヴォーカルをとる楽曲が2曲収録されている。その一つ「メディシン・ジャー」はジミー・マカロック自身による作曲であったが、こういった楽曲を収録する背景には、「あくまでポール・マッカートニーのバックバンドにすぎない」という世間のウイングスに対する一般的なイメージを払拭したいとする彼の狙いがあった。なお、アーティスト名もこのアルバムからウイングス名義に戻っている。
1975年9月より、ウイングスは12ヶ国で64回公演の大規模なツアーを開始する。その最中に制作されたのが、1976年に発売された『スピード・オブ・サウンド』である。ウイングスが一つのバンドとして世間に認知されることを望んでいたマッカートニーは、このアルバムではバンドメンバー全員にリード・ヴォーカルをとらせている。彼自身の歌唱による作品は半数ほどにとどまっていたが、『スピード・オブ・サウンド』はアメリカでは計7週の1位とヒットした。また、このアルバムからのシングルである「心のラブ・ソング」「幸せのノック」は大ヒットを記録した。その主たる要因となったのが、同年5月から6月にかけて行われた全米ツアー『ウイングス・オーヴァー・アメリカ』である。30回の公演で60万人もの観客動員数を記録したこのツアーの模様は、のちにツアータイトルを題名にしたライヴ盤『ウイングス・オーヴァー・アメリカ』や映画『ロックショウ』としても発表された。『ウイングス・オーヴァー・アメリカ』はLP3枚組という形態での発売だったが、それにもかかわらず全米チャート1位を獲得している。ウイングスを随える形で再び世界的な成功を収めたマッカートニーは、ジョン・レノンが長い活動休止期間に入り、ジョージ・ハリスンやリンゴ・スターのソロ活動が次第に低調になり始めた1970年代中盤においても、ビートルズの元メンバーとして活躍し続けた。大成功したツアーが終了した時、マッカートニーは嬉しさのあまり泣き崩れたと言われている。

### 後期の活動：1977年 - 1979年
長期間のツアーを終えたあと、レインはソロ・アルバムの制作、マカロックは他のグループに参加するなど、メンバーはそれぞれ各自の活動に入った。そのあいだ暫く活動が休止していたウイングスだが、1977年になると再びポールは新作の制作に取り掛かる。レコーディングは同年の2月にロンドンのアビイ・ロード・スタジオで開始され、5月からはヴァージン諸島に拠点を移して行われたが、帰国後にマカロックとイングリッシュが脱退し、ウイングスのメンバーは再び3人だけになってしまった。また、同時期にリンダは妊娠したため、アルバムは最終的にマッカートニーとレインの2人によって仕上げられた。
リンダが産休に入っていた期間にウイングス名義でリリースされた唯一のレコードが、マッカートニーとレインの共作によるスコティッシュ・ワルツ「夢の旅人」である。11月に「ガールズ・スクール」との両A面扱いで発売されたこのシングルは、アメリカでは最高位33位と振るわなかったものの、イギリスでは9週連続1位を獲得する大ヒットとなった。この曲はマッカートニーにとって初となる全英シングルチャート1位獲得作品となっただけでなく、当時ビートルズの「シー・ラヴズ・ユー」が持っていた英国におけるシングルの最多売上枚数記録を更新し、最終的に200万枚以上を売り上げた。
1978年3月、「夢の旅人」などと同時期に録音された楽曲も含めたアルバム『ロンドン・タウン』が発売された。このアルバムからは「しあわせの予感」が全米1位、全英5位とヒットした。またタイトル曲にもなっている「たそがれのロンドン・タウン」を中心にレインとの共作が5曲あり、全体的にレインの影響を伺わせた。アルバム・チャートではイギリスで4位、アメリカで6週連続2位と、『レッド・ローズ・スピードウェイ』から続いていた連続第1位獲得を果たせなかった。6月、ドラムのスティーブ・ホリーとギターのローレンス・ジューバーが参加し、再びウイングスは5人編成となると、クリス・トーマスをプロデューサーに迎え、新たなアルバムの制作にとりかかった。
1979年6月に発表された『バック・トゥ・ジ・エッグ』は、シングルのみで発売された「グッドナイト・トゥナイト」など、当時の流行であったディスコミュージックの影響を受けていた。またハンク・マーヴィン、ピート・タウンゼントやジョン・ボーナム、ジョン・ポール・ジョーンズ、デヴィッド・ギルモアをはじめとする多数の大物ミュージシャンとともに「ロケストラ」と名付けられた豪華なセッションを行ったり、殆どの収録曲でプロモーション・クリップを撮影したりと、ポールはこのアルバムの制作にかなりの意欲をもって臨んでいたが、アルバムのチャート順位は全米8位、全英6位だった。
新作アルバムの完成後に行われたイギリスでのツアーを終えたウイングスは、その年の暮れの12月26日から29日にかけて行われたユニセフ主催のチャリティ・コンサート「カンボジア難民救済コンサート」の最終日に出演。彼等はでアルバム内で繰り拡げられたセッション（ロケストラ）を再現し、クイーンやザ・クラッシュ、エルヴィス・コステロ&ジ・アトラクションズなどが参加した豪華な公演のトリを飾った。しかし、これがウイングスにとって最後の公演となってしまった。

### 解散
1980年、ウイングスは初の日本公演を1月21～24日と同月31日～2月2日に日本武道館、1月25日・26日に愛知県体育館、1月28日にフェスティバルホール、同月29日に大阪府立体育館で行う予定であった。ところが1月16日、マッカートニーが成田空港の税関で大麻取締法違反（不法所持）で現行犯逮捕されるという事件が起こった。マッカートニーは数日間の勾留のあと国外退去処分を受けて本国に帰国、急遽日本公演の全日程を中止した。
マッカートニーは4月にソロ・シングル「カミング・アップ」、5月には10年ぶりのソロ・アルバム『マッカートニーII』を発表した。北米では「カミング・アップ」のB面に収録された1979年のウイングスのスコットランド・グラスゴー公演でのライブ音源が人気を博し、6月に全米1位を獲得した。7月にはマッカートニー、リンダとジューバーが、フランスで行われたリンゴ・スターの新しいアルバムの録音に参加した。レインはソロ・アルバムの制作を行い、録音に参加していたホリーを含むバンドで短いツアーを行った。このアルバム『ジャパニーズ・ティアーズ』は12月に発売されたが、ウイングスの未発表曲が含まれていた。
秋に予定されていた全米ツアーは中止されたが、10月にはマッカートニーがメンバー全員を招集して、未発表曲を集めたアルバム『コールド・カッツ』のオーバーダブ用のセッションと、当初ウイングスとして発表する予定だったアルバム『タッグ・オブ・ウォー』のリハーサル・セッションを行い、デモテープを録音した。
10月31日・11月3日、マッカートニーは「ウィ・オール・スタンド・トゥゲザー」の録音にビートルズ時代のプロデューサーであるジョージ・マーティンを迎えた。その際、マッカートニーは新アルバムのプロデュースも依頼したが、デモ・テープを聴いたマーティンからソロ・アルバムにしたほうがいいと助言された。マッカートニーは提言を受け入れ、メンバーにはアルバムが完成した後の翌年1月に再招集すると伝えた。11月末にはレインとともにマーティンのプロデュースで『タッグ・オブ・ウォー』の制作を開始した。しかし12月、ビートルズ時代の仲間であったレノンがニューヨークで射殺される事件が起きる。マッカートニーは強い衝撃を受け、直後にスタジオに籠ってしまった。その後年内の活動を中止し、自宅に籠もったまま公の場に姿を見せなかった。
1981年になるとすぐに、マッカートニーはサセックスのパークゲート・スタジオで録音を行い、その後ジョージ・ハリスンの「過ぎ去りし日々」のコーラスにマッカートニー夫妻とレインが参加した。1月中旬にはメンバーを再招集して『コールド・カッツ』のオーバーダブ用のセッションを行ったが、結局これがグループ最後の活動となった。
2月になると、マッカートニーはカリブ海のモントセラトで有名ミュージシャンとともにアルバムの録音を開始した。しかし、今後のグループの活動について意見が対立したため、レインは途中で帰国してしまった。その後マッカートニーはロンドンに戻って録音を続けたが、レインが合流することはなかった。結局、マッカートニー夫妻がロンドンで行われたスターの結婚式に出席していた4月27日にレインが脱退を表明したことによって、グループは実質的な解散を迎えた。

### その後
1989年、ポールは『フラワーズ・イン・ザ・ダート』の発表後、アルバムに参加したスタジオ・ミュージシャン4人とともに10年ぶりの本格的な公演活動を開始する。これ以降、アルバムを発表するたびに公演活動を行うが、あくまでもポールとそのバックバンドという体裁が取られるため、ウイングス名義での活動は現在まで行っていない。
1997年3月、ニュージャージー州イーストラザフォードで開催された「ビートルフェスト・コンベンション」で、デニー・レイン、ローレンス・ジューバー、スティーブ・ホリーが顔を揃えた。この即席の再結成は元々予定されていなかったため、これ以降の計画が立てられることもなかった。しかし、10年後の2007年7月、今度はレイン、ジューバー、デニー・セイウェルの3人が、ネバダ州ラスベガスで開催された「ビートルフェスト・コンベンション」で顔を揃え、「バンド・オン・ザ・ラン」「夢の旅人」「ゴー・ナウ」を演奏した。この後、たびたびイベントに「元ウイングス」が登場することになった。
- 2010年3月、ニュージャージー州セコーカスで開催された「ビートルズファンのためのフェスティバル（以下フェスティバル）」にレインとセイウェルが登場[35]。
- 同年8月、イリノイ州シカゴで行われたフェスティバルではジューバーが加わった。
- 2014年10月、カリフォルニア州ロサンゼルスで開催されたフェスティバルでも3人が共演。セットリストには、「ハイ・ハイ・ハイ」「007 死ぬのは奴らだ」と「ロケストラのテーマ」が含まれていた[36]。
- 2017年8月、3人は再びシカゴでのフェスティバルに出演し、ホリーも参加した[37]。
- 2018年1月、カリフォルニア州アップランドのグランドオークライブで行われたイベント「イマジン・サムシング・イエスタデイ」でレイン、ジューバー、セイウェル、ホリーが共演し、ヘッドライナーとして演奏を行った。[38]
- 2019年3月、ニュージャージー州ジャージーシティのフェスティバルでレイン、ジューバー、ホリーは再び共演し、ウイングスのラストアルバムとなった『バック・トゥ・ジ・エッグ』から「ゲッティング・クローサー」「ソー・グラッド」「ロケストラのテーマ」など数曲を演奏した[39]。

1998年4月17日、アリゾナ州ツーソンでリンダが56歳で亡くなった。1995年に乳癌であることが発覚し、同年秋に行われた手術は成功したが、1997年に再発。やがて転移し病状が悪化、ツーソンの別荘で療養していた。半年後にリンダのコンピレーション・アルバム『ワイド・プレイリー』がリリースされたが、『レッド・ローズ・スピードウェイ』セッションで録音された「シーサイド・ウーマン」、『バンド・オン・ザ・ラン』セッションで録音された「オリエンタル･ナイトフィッシュ」、1973年11月にパリで録音された「ワイド･プレイリー」「アイ･ガット･アップ」、『ヴィーナス・アンド・マース』セッションで録音された「ニューオリンズ」、そして『スピード・オブ・サウンド』にも収録されていた「クック･オブ･ザ･ハウス」の6曲がウイングスの音源だった。
2001年にはMPLコミュニケーションズが制作したウイングスの軌跡を扱ったドキュメンタリー番組『ウイングスパン』が、ベスト・アルバム『[[夢の翼〜ヒッツ&ヒストリー〜 (''Wingspan: Hits and History)]]』の発売に合わせて、全世界で放映された。さらに2002年には番組の脚本に基づいてビートルズの歴史家マーク・ルイソンが編集した書籍『ウイングスパン』が出版された。
2003年に公開されたアメリカ映画『セイブ・ザ・ワールド (The In-Laws)』のサウンドトラックにポールが3曲提供したが、いずれもウイングスの音源だった。1曲目は『ラム』のセッションで録音され、その後1980年の『コールド・カッツ』用のセッションで追加のオーバーダブを行った「A Love For You」。2曲目は『ワン・ハンド・クラッピング』のセッションで録音された「007 死ぬのは奴らだ」。3曲目は『ロンドン・タウン』に収録されていた「I'ｍ Carrying」だった。
2010年11月『バンド・オン・ザ・ラン』から開始されたプロジェクト「ポール・マッカートニー・アーカイブ・コレクション」では、ウイングスの未発表音源（ライブ、リハーサル、デモ、別ミックス等）が数多く公開されている。また、未公開だった『ブルース・マックマウス・ショー』（1972）や『ワン・ハンド・クラッピング』（1974）、未発売だったTV番組 『ジェームズ・ポール・マッカートニー』などの映像作品も公開された。2024年4月現在、『ロンドン・タウン』と『バック・トゥ・ジ・エッグ』の2作を除くウイングス名義のオリジナルアルバムとライブアルバムは発売済である。
2016年6月14日、北アイルランド・バリマネーでヘンリー・マカロックが72歳で亡くなった。2012年11月に重篤な心臓発作を起こし、闘病生活を送っていた。グループ脱退以後、メンバーとの接点はなかったが、2014年にアイルランドのシンガーソングライター、ドン・メスコールが企画したヘンリーのトリビュート・ソング「Live Long Rock & Roll」のレコーディングにポールがベースで参加した。この曲は2019年にシングルとしてリリースされ、ヘンリーのアルバム『Ballywonderland』に収録された。
2021年11月に公開されたアメリカ映画『リコリス・ピザ』でアルバム『バンド・オン・ザ・ラン』収録の「レット・ミー・ロール・イット」が使用された。
2023年6月、シングル「007 死ぬのは奴らだ」の発売50周年を記念して、同曲のオリジナル・プロデューサー、ジョージ・マーティンの息子であるジャイルズ・マーティンとスティーヴ・オーチャードがリミックスを手掛けたドルビーアトモス音源がApple Musicで配信された。
12月4日、アルバム『バンド・オン・ザ・ラン』発売50周年を記念して、翌年2月に未発表音源を含めた「50周年記念エディション」をリリースすることが発表された。アンダーダブド・ミックスと呼ばれるこの未発表音源は、1973年10月に制作されたオーバーダビング前のラフミックスであった。7日にタイトル曲のアンダーダブド・ミックスが配信限定で公開された。
12月5日、フロリダ州ネープルズでレインが79歳で亡くなった。2022年に新型コロナウイルスに感染し、その後、間質性肺炎で闘病生活を送っていた。一週間前の11月27日に彼の医療費を集めるためのベネフィット・コンサートがカリフォルニア州ウェスト・ハリウッドの有名なナイトクラブ、トルバドールで開催されたばかりだった。
2024年2月2日、『バンド・オン・ザ・ラン』50周年記念エディションが2枚組で発売された。
4月26日、1974年8月のスタジオ・ライブ音源『ワン・ハンド・クラッピング』を6月14日にリリースすることが発表された。これはMPLコミュニケイションズが製作したドキュメンタリー番組『ワン・ハンド・クラッピング』制作時に録音されたものであった。番組は未公開となっていたが、2010年リリースの『バンド・オン・ザ・ラン』アーカイヴ・コレクションDVDに収録にされた。

### 変名バンド
- スージー・アンド・レッドストライプス - Suzy and the Red Stripes（1977年） — 1972年にロンドンで録音した、リンダ作曲の「シーサイド・ウーマン（Seaside Woman）」をリリースする際に使用。レッドストライプ（Red Stripe）は、ジャマイカの有名ビールブランド。
- カントリー・ハムズ - The Country Hams（1974年） — 1974年にナッシュビルでのセッションで録音した、ポールの父ジェイムス作曲の「エロイズ（Walking in the Park with Eloise）」をリリースする際に使用。カントリーハム（Country Ham）は、ナッシュビルがあるテネシー州などで生産されている塩蔵・燻製ハム。

## メンバーの変遷

### ラインナップ
| 1971–1972 | - ポール・マッカートニー – ボーカル、ベース、ギター、キーボード - リンダ・マッカートニー – ボーカル、キーボード - デニー・レイン – ボーカル、ギター、ベース、ピアノ - デニー・セイウェル – ドラムス、パーカッション                                                               |
| 1972–1973 | - ポール・マッカートニー – ボーカル、ベース、ギター、キーボード - リンダ・マッカートニー – ボーカル、キーボード - デニー・レイン – ボーカル、ギター、ベース、ピアノ - ヘンリー・マカロック – ボーカル、ギター - デニー・セイウェル – ドラムス、パーカッション                     |
| 1973–1974 | - ポール・マッカートニー – ボーカル、ベース、ギター、キーボード、ドラムス - リンダ・マッカートニー – ボーカル、キーボード - デニー・レイン – ボーカル、ギター、ベース、ピアノ |
| 1974–1975 | - ポール・マッカートニー – ボーカル、ベース、ギター、キーボード - リンダ・マッカートニー – ボーカル、キーボード - デニー・レイン – ボーカル、ギター、ベース、ピアノ - ジミー・マカロック – ボーカル、ギター、ベース - ジェフ・ブリトン – ドラムス、パーカッション                 |
| 1975–1977 | - ポール・マッカートニー – ボーカル、ベース、ギター、キーボード - リンダ・マッカートニー – ボーカル、キーボード - デニー・レイン – ボーカル、ギター、ベース、ピアノ - ジミー・マカロック – ボーカル、ギター、ベース - ジョー・イングリッシュ – ボーカル、ドラムス、パーカッション |
| 1977–1978 | - ポール・マッカートニー – ボーカル、ベース、ギター、キーボード、ドラムス - リンダ・マッカートニー – ボーカル、キーボード - デニー・レイン – ボーカル、ギター、ベース、ピアノ |
| 1978–1981 | - ポール・マッカートニー – ボーカル、ベース、ギター、キーボード - リンダ・マッカートニー – ボーカル、キーボード - デニー・レイン – ボーカル、ギター、ベース、ピアノ - ローレンス・ジューバー – ボーカル、ギター - スティーブ・ホリー – ボーカル、ドラムス、パーカッション         |

## ディスコグラフィ
（チャート；英：ミュージックウィーク/米：ビルボード）
オリジナル・アルバム
- 『ワイルド・ライフ』 - Wild Life（1971年）（英11/米10）
- 『レッド・ローズ・スピードウェイ』 - Red Rose Speedway（1973年）（英5/米3週1）
- 『バンド・オン・ザ・ラン』 - Band on the Run（1973年）（英7週1/米4週1）
- 『ヴィーナス・アンド・マース』 - Venus and Mars（1975年）（英2週1/米1週1）
- 『スピード・オブ・サウンド』 - Wings at Speed of Sound（1976年）（英2/米7週1）
- 『ロンドン・タウン』 - London Town（1978年）（英4/米2）
- 『バック・トゥ・ジ・エッグ』 - Back to the Egg（1979年）（英6/米8）

## フィルモグラフィ

### 劇場用映画
- 『ロックショウ』 - Rockshow（1981年） — 1976年6月10日に行われたアメリカ、シアトルのキング・ドーム公演を収めた[注釈 32]125分の記録映画。1980年11月26日にニューヨークで公開された。しかししばらくして後は102分の編集版が上映されるようになった[注釈 33]。1982年にVHSとLDで編集版が、全長版は2013年6月10日にDVDとブルーレイで発売された。

### TV番組
- 『ブルース・マックマウス・ショー』- The Bruce McMouse Show — 1972年のウイングスのヨーロッパ・ツアーの映像を使い、ステージの下に住むネズミ一家のアニメと交ぜて構成した52分の作品。未発表だったが「アーカイブ・コレクション」で公開された。
- 『ジェームズ・ポール・マッカートニー』- James Paul McCartney（1973年） — スタジオライブやステージでの演奏シーンなどを交えて構成された50分のTVスペシャル番組。まずアメリカで4月16日にABCで放映され、同年6月にイギリスのITVで放映された。日本では1974年3月26日にNHKの「世界のワンマンショー」で40分に編集された短縮版が放映され、76年7月にも再放映された。
- 『ワン・ハンド・クラッピング』- One Hand Clapping(1974年-1975年制作)— ロンドンのアビイ・ロード・スタジオ、ナッシュビルなどでのスタジオライブやセッションを収めた50分の映像作品。未発表だったが「アーカイブ・コレクション」で公開された。
- 『ウイングス・オーヴァー・ザ・ワールド』- Wings Over the World（1979年） — 1976年のワールド・ツアーの模様を収めた73分のTVドキュメンタリー映画作品。1979年3月にアメリカのCBSで放映され、翌4月にはイギリスBBC2で放映された。日本では10月13日にNHKの「ヤング・ミュージック・ショー」で放映された。
- 『バック・トゥ・ジ・エッグ』- Back to the Egg（1979年） — 同名アルバムのPVをTV用にまとめた30分の番組。1979年11月にアメリカのWTBSで初めて放映されたが、英国BBC1での放映は、バンド解散から2ヶ月後の1981年6月まで延期された。
- 『ウイングスパン』 - Wingspan - An Intimate Portrait（2001年） — ウィングスの活動を振り返ったTVドキュメンタリー映画作品。2001年5月にアメリカのABCなどで放映され、半年後の12月にVHSとDVDでリリース。DVDには22分のインタビュー映像と多くのプロモーションビデオが追加された。